# Dírná
Dírná är en ort i Tjeckien.   Den ligger i regionen Södra Böhmen, i den centrala delen av landet, 100 km söder om huvudstaden Prag. Dírná ligger 470 meter över havet och antalet invånare är 463.
Terrängen runt Dírná är huvudsakligen platt, men österut är den kuperad. Runt Dírná är det ganska glesbefolkat, med 28 invånare per kvadratkilometer. Närmaste större samhälle är Jindřichův Hradec, 15,9 km sydost om Dírná. Omgivningarna runt Dírná är en mosaik av jordbruksmark och naturlig växtlighet.